# 斯特雷-耶格特公司
斯特雷-耶格特公司（英語：Strayer Voigt Inc.，以下簡稱：SVI）是一間生產M1911風格的模塊手枪的美国武器生產商。

## 概述
斯特耶-福格特系統被稱為模塊化的原因是下半部份（包括手槍握把和扳機護環組件）是由纖維增強塑料製成，而上半部分底把（包括防塵蓋和底把導軌組件）則是由獨立的金属製造。他們是最出名的是組合式底把系列手槍。SVI在市場上以“無限”系列（英語：Infinity Firearms）的品牌銷售其生產的槍械。“無限”手槍有時會被一些愛好者非正式地加上生產商的名稱為斯特耶-福格特“無限”（英語：Strayer-Voigt Infinity）手槍，而英文縮寫亦是SVI。

## 歷史
斯特耶-福格特公司於1994年6月由桑迪·斯特雷（英語：Sandy Strayer）離開了STI國際公司以後，他自己所創立的公司。桑迪·斯特雷與專業射手，邁克爾·沃伊特（英語：Michael Voigt）聯手，生產和銷售他們以組合式底把所研製的M1911手槍。

## 新時代的M1911
聚合物底把在以前就是斯特耶-福格特公司和STI國際公司之間共享的专利設計（STI國際公司方面的專利已於2006年過期）。它為在美國各地和世界上需要一把優秀的比賽型手槍的M1911系列愛好者提供了一種模塊化設計的M1911手槍。利用薄聚合物製造的下半底把，此系列的槍械可以在沒有顯著地增加手槍握把的厚度以下利用雙排彈匣供彈。SVI和STI的M1911手槍的每個彈匣的容量都大約是傳統型M1911手槍的單排彈匣的兩倍的彈數（簡單而言，就是SVI和STI的M1911手槍使用14發.45 ACP彈匣，而傳統型的是7發）。目前，SVI生產的“無限”手槍已經躋身於最受歡迎、也是最昂貴的比賽型M1911手槍。一把完整的SVI“無限”手槍可以很快和很容易地漲價至超過$4,000的範圍，只是取決於選擇的型號。他們生產了各種口徑的“無限”手槍，包括.38 Super、9×23毫米溫徹斯特、.40 S&W、.45 ACP、10毫米Auto和.357 SIG子弹。
SVI“無限”手槍使用的是獨家製作的“無限”高精度手槍槍管。槍管是採用蘇曼恩公司（英語：Schuemann）所生產的高精度技术（英語：Accuracy Enhanced Technology，簡稱：AET）槍管，當中的每根槍管都利用了多種專有的技術製造，這使得“無限”手槍號稱可以使用的最高精度手槍槍管以達到最高精度。不過，SVI還會在槍管上塗上氮化鈦以後才安裝後到每把手槍上，這就會使得“無限”手槍槍管表面有獨特的金色表面並且在發射時產生較低的摩擦力。現在，SVI也會利用套筒與通用後膛表面的設計，使得使用者能夠在同一個手槍平台上因應不同的情況而轉換口徑以發射較便宜的子彈。SVI更為他們的“無限”手槍發出高精度的證書，指出裝上了高精度手槍槍管的“無限”手槍在45.72公尺（50码）的彈著群散佈界為小於38.1毫米（1.5英寸），證明這是一把精度很了不起的手槍。

## 流行文化

### 電影
- 2000年—《鎗王》：為使用多間廠商的零件組裝而成的定制比賽用槍，裝上C-More紅點鏡，由彭奕行（Rick，張國榮飾演）、苗志舜（方中信飾）及其他射擊選手所使用。
- 2005年—《三岔口》：銀色套筒及上底把和藍色握把型，由殺手曲（吳彥祖飾演）所使用。
- 2010年—《鎗王之王》：使用黑色套筒、握把和銀色上底把及補償器，並裝上C-More紅點鏡，由基金經理關友博（古天樂飾演）所使用。
- 2013年—：銀色不銹鋼及補償器型，由斯特·伯恩斯（Seeker Burns，亞歷克斯·羅素飾演）所使用。

### 电子遊戲
- 1995年—《火線危機（日语：タイムクライシス）》：木質握把，由VSSE探員理查德·米勒（Richard Miller）所使用。
- 2007年—：以白色滑套和黑色握把的形象登場，英文命名為Infinity Silver，在遊戲中使用8發容量单排彈匣供彈，射击姿势为该游戏中少见的照门瞄准射击，奇怪的使用純雙動扳機。港台地區於2010年6月8日推出，命名為「銀色戰將」；中国大陆地區於2010年6月9日推出，命名為「恒宇银星」；在各地版本均已開放使用，但土耳其版因結束營運的關係而不會在這個版本開放使用。另外亦有多種單槍及雙槍改進版：
  - Infinity Black：Infinity系列的黑色滑套版本，通過升級活动以後的升級版之一，提高精准度及威力，降低后座力，擁有可與匹敵的火力，但射速有所降低。仍然使用8發容量单排彈匣供彈。港台地區於2010年6月8日推出，命名為「闇黑帝王」；中国大陆地區於2010年6月9日推出，命名為「恒宇黑星」；在各地版本均已開放使用，但土耳其版因結束營運的關係而不會在這個版本開放使用。
  - Infinity Red：Infinity系列的紅色滑套版本，通過升級活动以後的升級版之一，提高射速，载弹量与装填速度，但威力有所减少。外觀上仍使用8發容量单排彈匣供彈，但載彈量卻增至15發。港台地區於2010年6月8日推出，命名為「鮮血皇后」；中国大陆地區於2010年6月9日推出，命名為「恒宇红星」；在各地版本均已開放使用，但土耳其版因結束營運的關係而不會在這個版本開放使用。
  - Dual Infinity：Infinity系列的雙持版本，滑套顏色分別是黑色和白色，外觀上兩把槍均使用8發容量单排彈匣供彈，但載彈量卻增至合共30發，有着比單槍更加持久的火力，次要攻击模式为双枪平放或交叉进行媲美全自动射击的速射。港台地區於2009年9月22日推出，命名為「黑白雙煞」；中国大陆地區於2009年9月23日推出，命名為「恒宇双星」；在各地版本均已開放使用，但泰國版因結束營運的關係而不會在這個版本開放使用。
  - Dual Infinity Custom：為Dual Infinity的第一改進型，黑色滑套塗裝變更為紅色，外觀上兩把槍均使用8發容量单排彈匣供彈，但載彈量卻增至合共40發。港台地區於2009年9月22日推出，命名為「紅白雙星」；中国大陆地區於2009年9月23日推出，命名為「星红双子」；在各地版本均已開放使用，但泰國版因結束營運的關係而不會在這個版本開放使用。
  - Dual Infinity Final：為Dual Infinity的最終改進型，白色滑套塗裝變更為金色，外觀上兩把槍均使用8發容量单排彈匣供彈，但載彈量卻增至合共40發。另外在底把下方加裝特製的雷射瞄準器（不可使用）。港台地區於2010年1月12日推出，命名為「金蠍雙擊」；中国大陆地區於2010年1月13日推出，命名為「金红双蝎」；在各地版本均已開放使用，但泰國版因結束營運的關係而不會在這個版本開放使用。
- 2010年—：命名為「INFINITY手枪」。

### 動畫
- 2001年—《星際牛仔：天國之門》：由生化事件首謀文森·佛拉裘（Vincent Volaju，聲優：磯部勉）所使用。
- 2015年—《劇場版》：型號為Infinity TIKI，由公安局監視官常守 朱（つねもり あかね，聲優：花澤香菜）在前往東南亞聯盟執勤時用作佩槍。

## 資料來源
1. ↑  .   [2010-10-16]. （原始内容存档于2021-01-28）.

特里普研究公司公司歷史，https://web.archive.org/web/20081006133647/http://www.trippresearch.com/history/

## 外部連結
- （英文）—Strayer-Voigt, Inc. （页面存档备份，存于）
- US design patent #D347,256 for modular frame
- （英文）—United States Practical Shooting Association (USPSA) （页面存档备份，存于）
- （英文）—International Practical Shooting Confederation (IPSC) （页面存档备份，存于）
- （英文）—The Firearm Blog.com—SV Infinity Machined Steel Grips （页面存档备份，存于）
- （简体中文）—D Boy Gun World（槍炮世界）—SVI公司的1911 （页面存档备份，存于）